# Sammy Adjei
Sammy Adjei (Acra, 1 de septiembre de 1980) es un exfutbolista ghanés. Fue el guardameta titular de la selección de Ghana y su último equipo fue el Hearts of Oak de la Liga Premier de Ghana. Ha jugado en tres países distintos. Adji estuvo presente en diez partidos de la clasificación para el Mundial 2006 con su selección.
Debutó con Ghana en el partido que le enfrentó contra Sudán el 25 de febrero de 2001.

## Trayectoria
| Club                | País   | Año                              |
| ------------------- | ------ | -------------------------------- |
| Hearts of Oak       | Ghana  | 2000-2003, 2004-2005 y 2008-2013 |
| Club Africain       | Túnez  | 2003-2004                        |
| Moadon Sport Ashdod | Israel | 2005-2008                        |

### Selección ghanesa
Ha sido internacional 30 veces con la selección ghanesa.